# Signe Isager
Signe Isager (født 13. november 1942 i Erritsø), med det oprindelige efternavn Truelsen, er en dansk antikhistoriker. Isager er lektor emerita ved Historisk Institut, Syddansk Universitet (oprindelig Odense Universitet). I 1968 blev hun cand.mag. i klassisk filologi fra Aarhus Universitet. Hun underviste et år på Viby Gymnasium og tog pædagogikum på Århus Katedralskole og var kandidatstipendiat ved Århus Universitet, inden hun i 1972 blev ansat ved Historisk Institut på Odense Universitet. Under orlov 1997-2000 var hun direktør for Det Danske Institut i Athen. Hun fratrådte sit lektorat med udgangen af 2006 og har siden arbejdet med epigrafik og været tilknyttet Det Danske Halikarnassos Projekt.
Lørdag d. 28. maj 1966 blev hun gift med sin kollega, Jacob Erik Isager. Parret har to børn: cand.mag. Morten Isager (født 1971) og lektor, cand.mag. Christine Isager (født 1973).

## Publikationer (uddrag)
(2020) sammen med J-M. Carbon & P. Pedersen: A Thesauros for Sarapis and Isis: I.Halikarnassos *290 and the Cult of the Egyptian Gods at Halikarnassos. Bibliotheca Isiaca
(2020): Salmakisindskriften fra Halikarnassos: Den lærde digter fører sig frem. Logos - klassikerforeningens medlemsblad
(2018) sammen med J-M. Carbon & P. Pedersen: An Inscribed Stele Depicting a Horseman Now in the Bodrum Museum. Philia
(2018): Going overground, going underground. Argo - A Hellenic Review.
(2017): sammen med P. Pedersen & J-M. Carbon: Priestess Athenodote: a new piece of evidence for the history and the cults of late hellenistic Halikarnassos. Zeitschrift für Papyrologie und Epigraphik
(2015): sammen med P. Pedersen: Om arbejdet med indskrifterne fra Halikarnassos: et upubliceret æresdekret som eksempel. Logos - klassikerforeningens medlemsblad
(2014): New inscriptions in the Bodrum Museum: A Hellenistic foundation from the area of Mylasa. Opuscula - Annual of the Swedish Institutes at Athens and Rome
(2012): sammen med P. Pedersen: Hadrian, Sabina and Halikarnassos - Some Epigraphic Evidence. Zeitschrift fuer Papyrologie und Epigraphik
(2009) sammen med P. Pedersen, P. & M. B. Briese: The Turkish-Danish Investigations at ancient Halikarnassos. Arastirma Sonuclari Toplantisi
(2008) sammen med L. Karlsson: A New Inscription from Labraunda: Honorary Decree for Olympichos
(2008) sammen med B. Berkaya: The Stadion of ancient Halikarnassos. Halicarnassian Studies
(2004) sammen med P. Pedersen: The Salmakis Inscription and Hellenistic Halikarnassos. Syddansk Universitetsforlag. ISBN 87-7838-823-6 (engelsk)
(2001) sammen med H. Holmboe: Translators and Translations, Greek-Danish. Aarhus Universitetsforlag. ISBN 87-7934-003-2 (engelsk)